# Apollo 11 (téléfilm)
Pour les articles homonymes, voir Apollo 11 (homonymie).
Cet article concerne le téléfilm de 1996. Pour le documentaire de 2019, voir Apollo 11 (film, 2019).
Pour plus de détails, voir Fiche technique et Distribution.
Apollo 11 est un téléfilm américain diffusé pour la première fois le 17 novembre 1996 sur The Family Channel.
Il est réalisé par Norberto Barba.

## Synopsis
La NASA, soucieuse d'être la première à envoyer des hommes sur la lune, accélère le programme Apollo. Le film retrace les tensions qui en ont résulté.

## Fiche technique
genre : biographie , drame , historique

## Distribution
Jeffrey Nordling - Neil Armstrong
Xander Berkeley - Buzz Aldrin
Jim Metzler - Michael Collins
Jack Conley - Donald Slayton
James Manos Jr. - Simsup
Jane Kaczmarek - Jan Armstrong
Wendie Malick - Pat Collins
Maureen Mueller - Joan Aldrin
Matt Frewer - Gene Kranz
Jake Lloyd - Mark Armstrong

## À noter
- Buzz Aldrin fut conseiller technique pour ce téléfilm.

## Récompenses et distinctions
Apollo 11 a été nommé aux Primetime Emmy Awards.